# Карпино (коммуна)
Карпино (итал. Carpino) — коммуна в Италии, располагается в регионе Апулия, в провинции Фоджа.
Население составляет 4642 человека (2008 г.), плотность населения составляет 56 чел./км². Занимает площадь 82 км². Почтовый индекс — 71010. Телефонный код — 0884.
Покровителем коммуны почитается святой Кирилл Александрийский, празднование 18 мая.

## Демография
Динамика населения:

## Администрация коммуны
- Официальный сайт: